# باتسي لوفيل
باتريسيا آن لوفيل (بالإنجليزية: Patsy Lovell)‏ هي لاعبة كريكت دولية. ولدت في مايو 1954 في كرويدون، ساري، ولعبت 10 مباريات دولية لمنتخب إنجلترا للكريكت للسيدات. كان ظهورها الأول في مباراة ضد أستراليا في يوليو عام 1987.